# Vương tộc Lippe
Nhà Lippe (tiếng Đức: Haus Lippe) là một triều đại cai trị trước đây của một số nhà nước nhỏ ở Đức, 2 trong số đó tồn tại cho đến Cách mạng Đức (1918–1919), Thân vương quốc Lippe và Thân vương quốc Schaumburg-Lippe. Beatrix của Hà Lan, cựu Nữ vương Hà Lan (1980–2013), là một thành viên của vương tộc này.
Vương tộc Lippe là hậu duệ của Jodocus Herman, Lãnh chúa xứ Lippe (mất năm 1096), hậu duệ của ông là Bernhard I, người sáng lập ra Nhà nước Lippe vào năm 1123. Vương tộc này đã sản sinh ra một số vị quân chủ trị vì lâu nhất trong lịch sử Châu Âu, bao gồm cả người trị vì lâu nhất là Bernard VII, Lãnh chúa Lippe (82 năm). Năm 1528, Simon V được phong làm bá tước cầm quyền của Đế chế La Mã thần thánh.